# Fezouane
Fezouane è una città del Marocco, nella provincia di Berkane, nella regione Orientale.
Le sue acque sono considerate di buona qualità e appartengono al gruppo dei bicarbonati calcio-magnesio. Sono apprezzate per le loro proprietà curative, soprattutto nel trattamento delle malattie renali.

## Geografia fisica

### Posizione
Fezouane dista 14,4 km dalla città di Berkane, capoluogo della provincia a cui appartiene, 51 km dalla città di Oujda, capoluogo della regione a cui appartiene, 13,9 km da Ahfir, 4,9 km da Ain Regada e 6,6 km da Jrawa.

### Clima
Il clima è fresco e secco. La temperatura media è di 18 °C. Il mese più caldo è luglio, con 28 °C, e il più freddo è dicembre, con 9 °C. La piovosità media è di 402 mm all'anno. Il mese più piovoso è novembre, con 63 mm di pioggia, e il più secco è luglio, con 4 mm.